# Kirat Bhattal
Kirat Bhattal (Monrovia, 26 de enero de 1985), profesionalmente conocida como Kirat o Keerath, es una actriz y modelo nacida en Liberia y nacionalizada india. Debutó como modelo y, eventualmente, comenzó una carrera como actriz siendo activa en la industria cinematográfica de Kollywood. Contrajo matrimonio con el actor Gaurav Kapur el 2 de noviembre de 2014.

## Carrera

### Inicios
Tras terminar sus estudios en la Escuela Lawrence de Sanawar, Kirat debutó como modelo en una campaña publicitaria para la aerolínea Safi. También participó en otras campañas para la marca de cosméticos Lakme con Raima Sen, quien al poco tiempo lograría reconocimiento en la industria del cine de Bollywood.
Kirat debutó como actriz en el largometraje Dongodi Pelli, una producción en idioma telugu. Luego entró en contacto con el director Saran para protagonizar la película Vattaram, tras la renuencia de Anushka Shetty a participar en el proyecto. Vattaram presenta un elenco conformado además por los actores Arya y Napoleon Duraisaaamy.

### Reconocimiento
Acto seguido participó en el proyecto a gran escala Desiya Nedunchalai 47 con Dhanush, pero inicialmente sufrió algunos retrasos hasta llegar a su cancelación definitiva. Bhattal participó entonces en una película en idioma canarés, Geleya, junto con Prajwal Devaraj, un éxito notable en taquilla. Un año después apareció en la cinta Santosh Subramaniam, un remake de la película telugu Bommarillu, protagonizada además por Genelia y Jayam Ravi. Por su participación en la película, la actriz recibió críticas muy favorables, pese a la corta duración de la misma.
La actriz fue confirmada para protagonizar la película telugu Yamadonga con N. T. Rama Rao Jr., pero decidió abandonar el proyecto en el último momento aduciendo otro tipo de compromisos; la película terminó convirtiéndose en un éxito de taquilla, con millonarias cifras en su primer fin de semana. El director N. Krishna la incluyó en su reparto para la película de 2008 Durai, con Arjun Sarja en el rol principal.
En 2013 empezó a presentar el programa de viajes Life Mein Ek Baar- When Angels Dare, acompañada de la actriz Bárbara Mori, la presentadora Archana Vijaya y las modelos Diandra Soares y Yana Gupta. El primer episodio fue emitido el 18 de marzo de 2013. Presentó además dos temporadas del programa Style and the City, emitido por el canal Fox Traveller. En 2016 presentó la cuarta temporada de la serie Nat Geo Covershot: Heritage City.

## Vida personal
Originaria de Liberia, la familia de Kirat tiene raíces Sij. Se casó con el popular actor y VJ Gaurav Kapur el 2 de noviembre de 2014 en Chandigarh.

## Filmografía destacada
| Año  | Película             | Papel               | Idioma  | Notas |
| ---- | -------------------- | ------------------- | ------- | ----- |
| 2006 | Dongodi Pelli        | Ratna               | Telugu  |       |
| 2006 | Vattaram             | Sangeetha Gurupadam | Tamil   |       |
| 2007 | Geleya               | Nandini             | Canarés |       |
| 2008 | Santhosh Subramaniam | Rajeshwari          | Tamil   |       |
| 2008 | Durai                | Anjali              | Tamil   |       |
| 2009 | Naa Style Veru       | Divya               | Telugu  |       |